# Suite Lírica (Grieg)
La Suite Lírica es una orquestación de cuatro de las seis piezas para piano del Libro V de las Piezas Líricas, Op. 54 del compositor noruego Edvard Grieg. La orquestación es autógrafa de Anton Seidl y del propio compositor. Consta de tres piezas revisadas por Grieg a partir de los arreglos de Seidl, y de una sola pieza orquestada por Grieg solo.

## Historia
Grieg escribió los seis Piezas Líricas del Libro V para piano en 1891. El orden original era: 
- 1. El joven pastor (Gjætergut)
- 2. Marcha noruega (Gangar)
- 3. Marcha de los enanos (Troldtog)
- 4. Notturno
- 5. Scherzo
- 6. Tañido de campana (Klokkeklang).

En 1894, Anton Seidl, director de la Filarmónica de Nueva York, arregló cuatro de las piezas, dando al conjunto el título de Suite noruega. Las cuatro piezas elegidas fueron:
- 2. Marcha noruega
- 3. Marcha de los enanos
- 4. Notturno
- 6. Tañido de campana.

Seidl murió en 1898. En 1905, con la ayuda de Daniela Thode (1860-1940; hija de Cosima Wagner por su primer marido, Hans von Bülow, y nieta de Franz Liszt), Grieg tuvo acceso a las partituras del arreglo de Seidl, pero quedó satisfecho con algunos aspectos. Le escribió a la viuda del director, diciendo que, mientras que el trabajo de su difunto marido tuvo una considerable mérito, no estaba totalmente de acuerdo con su concepción de las piezas y, por ello, revisó la orquestación. Seidl había trabajado junto con Richard Wagner durante varios años, llegando a realizar autógrafamente la primera copia de la partitura de Der Ring des Nibelungen, y dirigió el Ciclo del Anillo muchas veces en Alemania y Estados Unidos. Sin duda, estuvo influenciado por la pesada instrumentación germánica de Wagner, que no encajaba bien con el enfoque de Grieg: más ligero, sutil y académico.

## Estructura
Grieg dio a su arreglo revisado el título de Suite Lírica. Aunque revisó por completo el arreglo de Seidl de la n.º 6 Tañido de campana, optó por no incluirla. En lugar de eso, orquestó la primera pieza, El joven pastor, directamente desde la partitura original, y sí está incluida en la suite. Las otras tres piezas fueron arregladas para orquesta completa, pero El joven pastor fue arreglado para cuerdas solas.
Grieg ligeramente alteró el orden de los números en la suite orquestal intercambandoo n.º 4 Notturno con el n.º 3 Marcha de los enanos. El orden final es:
- 1. El joven pastor
- 2. Marcha noruega
- 3. Notturno (originalmente n.º 4)
- 4. Marcha de los enanos (originalmente n.º 3).

Grieg dirigió la Suite Lírica varias veces en sus dos últimos años restantes de vida, y ha sido grabada e interpretada muchas veces por otros directores. 
La Suite noruega de Seidl no suele interpretarse en el repertorio orquestal. La partitura actualmente forma parte de la Colección Seidl en la Biblioteca de la Universidad de Columbia.

## Otros arreglos dePiezas Líricas
En 1899, Grieg orquestó dos de las piezas del Libro IX, Op. 68. 
- N.º 4 Atardecer en las montañas fue arreglada para el oboe, trompetas y cuerdas.
- N.º 5 En la cuna fue arreglada para cuerdas solas.